# 中江裕司
中江 裕司（なかえ ゆうじ、1960年11月16日 - ）は、日本の映画監督。

## 経歴
京都府京都市出身。京都府立洛北高等学校から琉球大学農学部へ入学して以後、沖縄県で生活する。
学生時代から映画研究会で8ミリ作品を発表しており、自主映画の仲間とともにオムニバス映画『パイナップル・ツアーズ』を制作して商業映画デビュー。日本映画監督協会新人賞を受賞する。以降も、作品のほとんどは沖縄を舞台にしている。2000年に自ら監督・脚本を担当した映画『ナビィの恋』で芸術選奨新人賞、新藤兼人賞・金賞を受賞、2002年の『ホテル・ハイビスカス』では第15回東京国際映画祭審査員特別賞を受賞した。
また、2005年5月には真喜屋力らと、那覇市の閉館した映画館を「桜坂劇場」として復活（劇場支配人は真喜屋）。劇場を運営する「株式会社クランク」の代表取締役社長を務め、体験ワークショップ「桜坂市民大学」等も開催している。 2010年には桜坂劇場内に、沖縄クラフトのセレクトショップ「ふくら舎」をオープン。沖縄の焼き物の工房から直接買い付けるバイヤーを担当。

## 作品
- パイナップル・ツアーズ（1992年）オムニバス（他の監督は真喜屋力、當間早志）
- パイパティローマ（1994年）
- ナビィの恋（1999年）
- 琉球の魂を唄う（2001年）NHK-BS
- ホテル・ハイビスカス（2002年）
- 白百合クラブ 東京へ行く（2003年）
- 恋しくて（2007年）
- 40歳問題（2008年）
- 真夏の夜の夢 ～さんかく山のマジルー～（2009年）
- 「情」の世界は滅びない ～未来に流れる琉球民謡～（2011年）WOWOW
- たしかなあしぶみ ～なかむらはるじ～（成蹊学園創立100周年記念ドキュメンタリードラマ）（2012年）
- 豚の音がえし BEGINが結ぶ沖縄とハワイの絆（2012年）NHK BSプレミアム
- 甲子園とオバーと爆弾なべ（2019年）NHK BSプレミアム
- 盆唄（2019年）
- 圡楽さんの日日（2021年）NHK BSプレミアム
- ふたりのウルトラマン（2022年）NHK BSプレミアム
- 土を喰らう十二ヵ月（2022年）

## 関連
- 京都府出身の人物一覧